# Флаг сельского поселения Чёрныш
Флаг муниципального образования сельского поселения «Чёрныш» является официальным символом муниципального образования сельского поселения «Чёрныш» Прилузского района Республики Коми Российской Федерации.
Флаг утверждён 26 октября 2010 года и внесён в Государственный геральдический регистр Российской Федерации с присвоением регистрационного номера 6523.
Флаг разработан на основе герба сельского поселения Чёрныш и отражает исторические, культурные, социально-экономические, национальные и иные местные традиции.

## Описание
«Прямоугольное двухстороннее зелёное полотнище с отношением ширины к длине 2:3, несущее три горизонтальные зубчатые полосы, отстоящие от верхнего края на 2/9, белую, голубую и белую. Ширина каждой белой полосы — 1/20, голубой −1/6 ширины полотнища. Поверх полос изображена жёлтая трёхствольная флейта».

## Обоснование символики
История села Чёрныш насчитывает насколько столетий. Первое письменное упоминание о селе относится к 1620 году. Изображённая на флаге, трёхствольная флейта — чипсан, древний музыкальный инструмент, распространённый раньше среди народа коми, сегодня почти забыта. Но местные жители сохранили традиции своих предков и здесь свято берегут искусство игры на чипсане. Сегодня чипсан является визитной карточкой села Чёрныш. Трёхствольная флейта, перевитая берестой с тиснёным национальным орнаментом — аллегория трёх населённых пунктов: Чёрныш, Гыркашор и Усть-Лопъю, вошедших в состав единого муниципального образования.
Зубчатая полоса напоминает орнаменты народа коми, дополняя национальную символику.
Полоса, заполненная голубым цветом — символ главной водной артерии муниципального образования — реки Луза. Долгое время местные жители занимались заготовкой и сплавом древесины, а рыболовство популярно и в наши дни. Голубой цвет — цвет водных просторов и бескрайнего неба, символ чести, благородства, духовности.
Особая гордость местных жителей — сохранённая природа. Населённые пункты окружены тайгой, дающей жителям древесину, грибы, ягоды и отражённой на флаге зелёным цветом.
Испокон веков основным занятием местных жителей было сельское хозяйство, земледелие. Зелёный цвет — символ природы, молодости, здоровья, жизненного роста, надежды — образ полей сельского поселения.
Жёлтый цвет (золото) — символ урожая, богатства, стабильности, уважения, интеллекта.
Белый цвет (серебро) — символ мира и взаимопонимания, чистоты, совершенства.